# ASIAN KUNG-FU GENERATION 25th Anniversary Tour 2021 Special Concert “More Than a Quarter-Century”
『ASIAN KUNG-FU GENERATION 25th Anniversary Tour 2021 Special Concert “More Than a Quarter-Century”』は日本の4人組バンドASIAN KUNG-FU GENERATIONが2022年3月12日、13日に行ったスペシャルライブである。2022年12月28日には映像化された。

## 概要
2022年3月12日、13日にパシフィコ横浜 国立大ホールで開催された。
2021年にバンドは結成25周年を迎え、2021年11月には全国6ヶ所で「ASIAN KUNG-FU GENERATION 25th Anniversary Tour 2021 "Quarter-Century"」が開催された。本公演はツアーの追加公演として位置づけられているが、セットリストは大幅に変更されている。
4人のみで開催したツアーとは対照的に、多くのゲストがシークレットで出演した。
ライブ直後に発売される10thオリジナルアルバム『プラネットフォークス』からも最新曲「You To You (feat. ROTH BART BARON)」を含め5曲が披露された。
ステージ上にも観客席を設ける、という試みが行われた。

## セットリスト
出典:
1. センスレス
2. Re:Re:
3. アフターダーク
4. 荒野を歩け
5. ループ&ループ
6. リライト
7. ソラニン
8. 君という花
9. シーサイドスリーピング
10. 夕暮れの紅
11. ケモノノケモノ
12. 夜を越えて
13. 迷子犬と雨のビート
14. エンパシー
15. 触れたい 確かめたい
16. UCLA
17. ダイアローグ
18. 転がる岩、君に朝が降る
19. You To You
20. フラワーズ
21. 海岸通り
アンコール
22. 遥か彼方
23. 今を生きて

## ゲスト
出典:
- 金澤ダイスケ(フジファブリック)(#10,#11)
- 下村亮介(the chef cooks me)(#13-#21)
- 塩塚モエカ(羊文学)(#15)
- 畳野彩加(Homecomings)(#16)
- 三船雅也(ROTH BART BARON)(#19)
- 井上陽介(Turntable Films)(#20,#21)
- 村田ストリングス(#20,#21)